# ベネズエラ関係記事の一覧
ベネズエラ関係記事の一覧（ベネズエラかんけいきじのいちらん）は、ベネズエラ・ボリバル共和国に関係する記事の一覧である。

## 地域区分
- 南アメリカ
- ベネズエラ
- 大コロンビア: 1819年から1830年まで南アメリカ北部にあったコロンビア共和国

### 州
- カラボボ州
- 首都地区 (ベネズエラ)
- デルタアマクロ州
- ミランダ州
- バルガス州
- ボリバル州

### 市
- カラカス：ベネズエラ・ボリバル共和国の首都
- シウダ・ボリバル: ボリバル州の州都
- リベルタドル市
- バルタ市
- スクレ市
- チャカオ市
- エルアティジョ市

## 自然地理

### 海
- 大西洋
- カリブ海

### 山
- ギアナ高地

- アウヤンテプイ：世界遺産のテーブルマウンテン
- ロライマ山
- カナイマ国立公園

### 川
- オリノコ川
- トゥイ川
- グアイレ川
- サンペドロ川
- セブカン沢
- カトゥチェ川
- マカラオ川
- メリダ山脈
- サンペドロ川
- タカグア沢

### その他
- エンジェルフォール：世界遺産登録の滝。
- マラカイボ湖

## 施設
- エスタディオ・アルフォンソ・チコ・カラスケル
- エスタディオ・アントニオ・エレーラ・グティエレス
- エスタディオ・バチリェール・フリオ・エルナンデス・モリーナ
- エスタディオ・ホセ・ベルナルド・ペレス
- エスタディオ・ホセ・ペレス・コルメナーレス
- エスタディオ・ルイス・アパリシオ・エル・グランデ
- パルケセントラル
- ボリバル広場 (カラカス)

## 交通
- カラカス地下鉄　（駅は下記各記事のリンクを参照）
  - カラカス地下鉄一号線　1983年 - プロパトリア駅 - パロ・ベルデ駅
  - カラカス地下鉄二号線　1987年 - エル・シレンシオ駅 - ラス・アドフンタス駅 / ソーロヒコ駅
  - カラカス地下鉄三号線　1995年 - プラサ・ベネスエラ駅 - エル・バジェ駅
  - カラカス地下鉄四号線　建設中。
- ロステケス鉄道　建設中

## 民族・文化
- 個々の人物はベネズエラ人の一覧を参照
- ベネズエラ人
- スペイン語
- メスティーソ：スペイン人と先住民（インディオ）の混血である人々
- ホローポ
- こんにちは大統領 - ウゴ・チャベス大統領自身が司会を務める宣伝番組

この一覧は未完成です。加筆、訂正して下さる協力者を求めています。